# ハースF1チーム
ハース・フォーミュラLLC（Haas Formula LLC）は、2016年からF1に参戦しているアメリカ合衆国のレーシング・コンストラクター。創設者はジーン・ハース。

## 概要

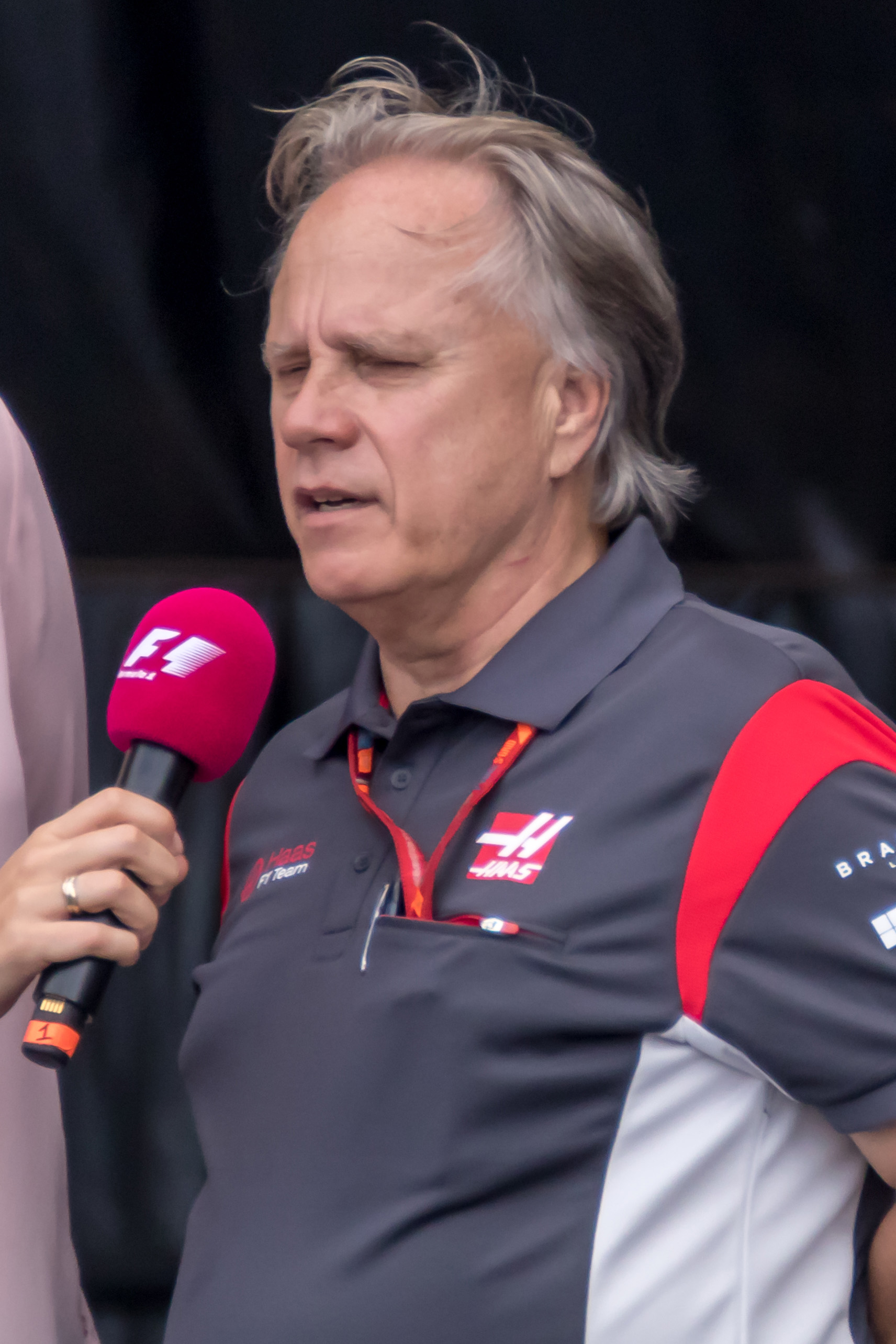
創設者ジーン・ハース（2017年）

NASCARの有力チームであるスチュワート＝ハース・レーシングの創設者でありオーナーを務めるジーン・ハースが、工作機械会社『ハース・オートメーション』の世界的な知名度を得るために立ち上げたF1チーム。アメリカ系F1コンストラクターの存在自体が30年ぶりであり、「当面スポンサーはいない方がいい」と発言したりシャシーはダラーラが委託製造するなど、現代のF1では異色の存在である。
チーム本拠地はスチュワート＝ハース・レーシングの隣に置かれるが、ヨーロッパでの拠点として以前マルシャF1チームが使用していた旧ファクトリーを買収して使用する。また2021年に、イタリア・マラネロのフェラーリ敷地内にデザイン部門を設けており、2024年現在はアメリカ・イギリス・イタリアの3ヶ国に拠点が分散する形となっている。
なお、かつて1980年代にF1に参戦していたチーム・ハース、及び同チームのオーナーだったカール・ハースとの関連性はない。

## 沿革

### 経緯

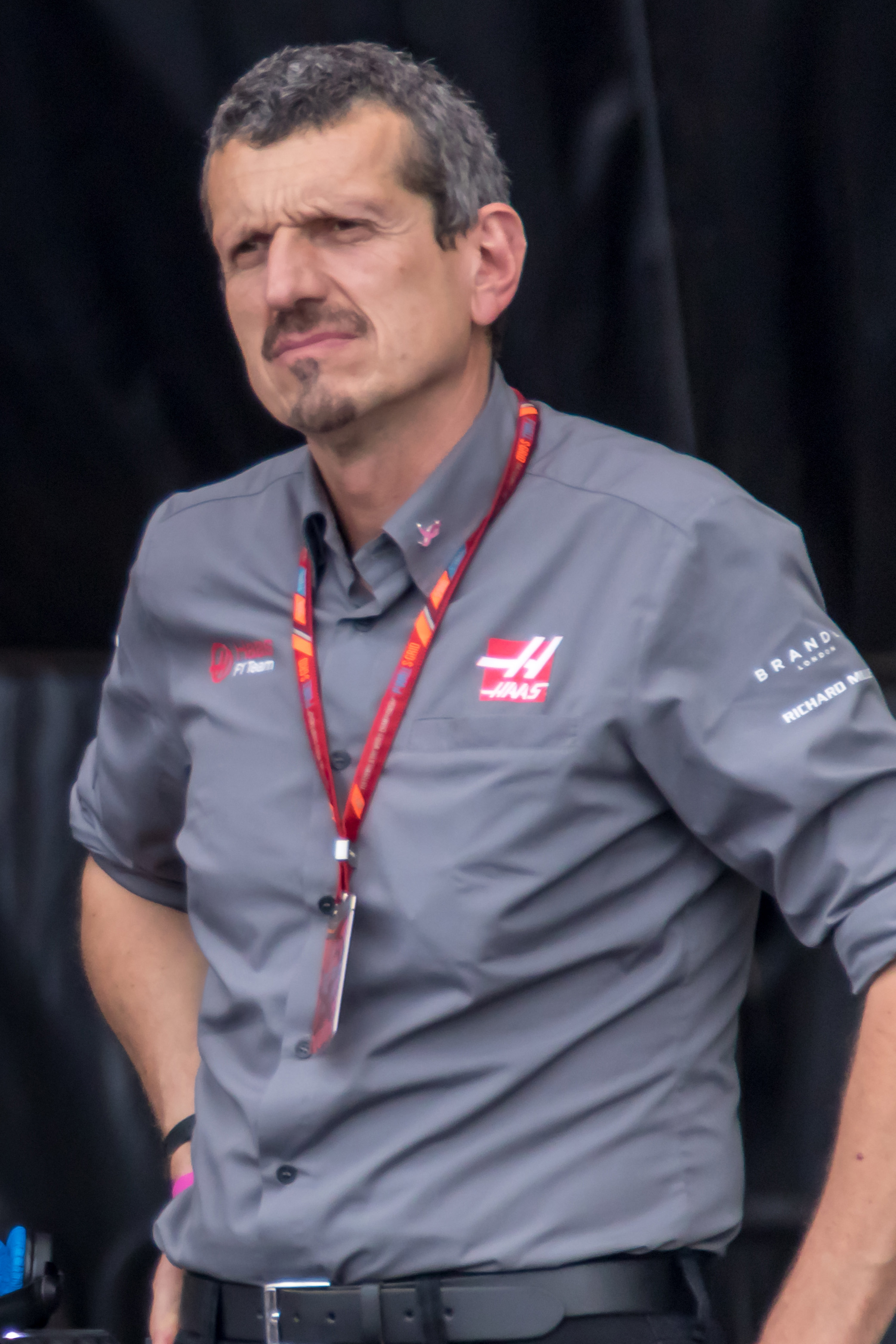
チーム代表ギュンター・シュタイナー（2017年）

元々は、2010年シーズンにデビューするはずであった「US F1チーム」の参戦計画が流れ、その一連の中でUS F1チームの首脳がプロジェクト継続に関し、ジャガー・レーシングや初期レッドブル・レーシングの元スタッフだったギュンター・シュタイナーに接触してきたのが始まり。米国在住のシュタイナーは、US F1の意図を受け継ぎ米国産チームの設立を目指した。ジャンパオロ・ダラーラ（後のシャシー製造担当）やステファノ・ドメニカリ（後のフェラーリ製パワーユニット(Power Unit, PU) 提供）らレース関係者の協力も受けて投資者を模索し、ハース・オートメーションを経営する実業家ジーン・ハースからの投資にこぎ着けた。
2014年1月、ジーン・ハースをオーナーとするF1チームの設立を目指していると発表。当初は2015年からの参戦を目指して準備を進めていた。2014年4月に国際自動車連盟（FIA）から、ハースの参戦が承認されたが、より確実な準備を行ってから参戦するため参戦を2016年に延期した。2014年9月に2016年からの参戦を正式発表。またフェラーリと技術提携を行うことが発表され、フェラーリ製パワーユニット、ギアボックスが供給されることとなった。

### 2016年
2015年9月に、ロータスよりエースドライバーとしてロマン・グロージャンが移籍することが発表。またセカンドドライバーにはフェラーリのリサーブドライバーを務めていたエステバン・グティエレスを迎えた。
ハースF1最初のレースとなった開幕戦オーストラリアGPでは予選こそ2人ともQ1で敗退したものの、決勝では波乱絡みのレースをかいくぐったグロージャンが6位に入賞。チーム初参戦ながらポイントを獲得する快挙を達成。次戦も5位に入り、連続入賞するも次の中国GPにてタイヤ最低内圧の前年からの変更に対しグロージャンが不満を訴え、入賞を逃した。元々、翌年のマシンの開発を序盤戦から着手し、今季の戦いを重視していなかったこともあり、徐々に順位を下げていくこととなった。それでも、グロージャンが前述の2戦も含めた計5回の入賞を記録。一方でグティエレスは苦戦し最終的にノーポイントでシーズンを終了。ただ、ブレーキのトラブルなど信頼性に泣かされ、満足にレースができなかった面もあるが、この状況を巡り、チームと対立し、チームの公式発表前に自ら同年を以てチーム離脱を発表。そのあとにグロージャンの残留とルノーよりケビン・マグヌッセンが移籍することが発表された。最終的にグロージャンがチームの全得点を獲得し、コンストラクターズランキング8位と健闘した。

### 2017年
ドライバーは予定通りグロージャンとマグヌッセンのコンビとなる。
エンジニアの小松礼雄は、レギュレーションの変化によるマシン開発が追いついていないため、2017年に関しては苦戦を覚悟していると語っていたが、いざシーズンが始まってみれば、グロージャンが開幕戦オーストラリアGPで予選6位を獲得。そして中国GPでマグヌッセンが、バーレーンGPでグロージャンがそれぞれ8位入賞を達成しており、中団グループでの争いには充分入れる力を示している。モナコGPでチーム初のダブル入賞を果たした。アゼルバイジャンGPでは荒れたレースを生き残りマグヌッセンが7位入賞。第9戦オーストリアGPではグロージャンが6位入賞で2017年のベストリザルトを獲得するとともに、前年のポイントに並んだ。終盤にはトロ・ロッソとルノーとのポイント差を詰めていきランキング6位まで見えていたが、結局逆転には至らず前年と同じ8位でシーズンを終えた。しかしポイント自体は2人で順調に入賞を重ねたこともあり前年を大きく上回る47ポイントを獲得し成績は向上している。
なお、今シーズンは両ドライバー共に荒いドライビングが見られ、グロージャンは単独クラッシュを繰り返しており、マグヌッセンも危険なドライビングやそれを肯定する発言で周囲の顰蹙を買うなどといったシーンが見られていた。そして接触や進路妨害などによるペナルティを受けることが多かったため、2018年シーズンの開幕時点での有効ペナルティポイントが両ドライバー共に6ポイントと全ドライバー中最も多く、「危険なドライバーコンビ」という体制が浮き彫りになった。これらについて結果的に静観する方針としたことが、2018年シーズンに少なからず響くこととなった。

### 2018年
ドライバーはグロージャン、マグヌッセン共に残留。新車VF-18がバルセロナテストから好調で、今シーズンの「ダークホース」として大いに注目された。その中で開幕戦オーストラリアGPではいきなり両者予選Q3進出、クラッシュしたメルセデスのバルテリ・ボッタスを除くトップ3チームに次ぐ6・7番手を獲得する。決勝ではレッドブルを抑え4・5番手を走行していたが、1回目のピットストップ時に両者ともに左リアのホイールがうまく装着されず、そのままコース上でマシンを止めてダブルリタイアするという不運に見舞われた。
これ以降、シーズンのほぼ2分の1にあたる第10戦までマグヌッセンとグロージャンの明暗が分かれていくこととなる。マグヌッセンは第2戦バーレーンGPの5位入賞をきっかけに度々入賞するようになり、第8戦フランスGPの6位入賞を以て前年の成績を上回った。一方、グロージャンはマシントラブルが頻発したうえ、運転ミスが目立つようになり、第4戦アゼルバイジャンGPにおいてセーフティカー導入中のスイッチ類の誤操作による単独クラッシュを筆頭に（チーム側のミスやマシントラブルもあるが）入賞のチャンスを不意にするケースを何度か起こしてしまい、第8戦までノーポイントだったが、第9戦で4位入賞でポイント獲得。1stドライバーとしての意地を見せた。
ただ、前年に続き接触や進路妨害などがたびたび起きており、第4戦ではグロージャンが前述の一件、マグヌッセンはピエール・ガスリーと接触。第5戦スペインGPではグロージャンが1周目にマグヌッセンが挙動を乱したのに反応して単独スピンしたのが原因で2台（ニコ・ヒュルケンベルグとガスリー）を巻き込んでクラッシュするという大事故を起こし、マグヌッセンもフリー走行中にザウバーのシャルル・ルクレールの進路妨害に相当する行為があったと判断され警告。第17戦日本GPではマグヌッセンとルクレールの接触事故が起こり、ルクレールが激怒したように、2人がシーズンを通じて何らかのトラブルに関わっていることが多いため、危険なイメージは払拭されていない。
チームとしてはイタリアGPとアメリカGPでマシン系のレギュレーション違反があったと認定されて失格処分となり、そこで記録した入賞は抹消された。
最終的にランキングは5位と前年より大きくジャンプアップしたが（ただし、フォース・インディアの件を考慮した場合、ポイント上では6位となる）、ドライバー・チームのミス、速さを求めるあまりの危険なドライビングによるペナルティも多く、マシンの性能を考えると期待以下の結果となってしまった。
また、両者批判に晒されているが、マグヌッセンは謝罪などの釈明や悪童のイメージのせいで正しく評価されていない面もあり、彼については擁護する余地があった。その一方でグロージャンは同情すべき点もあるが、反省の色が見えにくいコメントやそれを生かせないレース内容で評価を下げてしまった。そのうえ、チームもそのミスを擁護するような発言の数々などで周囲からも睨まれる状況となり、「ミッドフィールドチームのような状況では、ポイントを保証されていない」が故の言動であったとしても、最も過激なチームとして睨まれる結果となった。

### 2019年
タイトルスポンサー「リッチエナジー」と契約し、今期から『リッチエナジー・ハースF1チーム』の名でエントリー。しかしシーズン前半、リッチ・エナジー社の著作権訴訟問題がチームにも波及し、シーズン途中の9月にパートナーシップを解消した。ただしスポンサーをイメージしたカラーリングに関しては、シーズン中はこのまま継続としている。ドライバーは昨年に引き続き、グロージャンとマグヌッセンが務めた。
今シーズンは予選では速いものの、決勝では昨年と同様なドライバーによるミスも多発し、前半戦から精彩を欠いた。マシン・パフォーマンスやチーム自体の低調も大きく、発足以来の最低成績で終えている。
今期から技術ディレクターに昇格した小松礼雄は、「タイヤへの負荷に異常があり、空力開発の段階で失敗していた。予選だけ速いのはそのためで、ロングランになるとタイヤが著しく消耗してもたない。原因を特定するまで時間が掛かってしまい、修正できたのは第19戦アメリカGPからだった」と説明している。ギュンター・シュタイナー代表はシーズンを振り返り、「タイヤの温度管理が厄介だった。ロングランではタイヤが非常に冷えやすく、作動温度を保持するのが難しいマシンだった。セーフティカーが出た場合などは、すぐに冷えてタイヤが死んでしまっていた」と回想している。
余談だが、この年にそれぞれのドライバーが獲得したポイントは、グロージャン8、マグヌッセン20で、それぞれのカーナンバーと同じである。

### 2020年
ドライバーはグロージャンとマグヌッセンのコンビを継続。
シーズンを通して獲得できたポイントは、第3戦ハンガリーGPのマグヌッセンの10位入賞と第11戦アイフェルGPのグロージャンの9位入賞による計3ポイントのみと、F1参入以来の最低記録を更新する形でシーズンを終えた。前年度のマシンの課題であったタイヤとの相性の悪さは克服した。その一方で、パワーユニット提供元のフェラーリの歴史的不振やチームはシャシー関連のアップデートの投入を行わなかったことも影響した。当初はチームに入る収入が確定するまで見送るという予定であった。だが、最終戦後のチームへのインタビューによれば、マシン開発は行われ、アップデートの候補もいくつかあったのだが、全てお蔵入りになったとコメントしている。
さらにその影響はドライバーのラインナップにも影響し、資金難の影響でグロージャンとマグヌッセンを同時に放出することを発表。その後、同年のF2参戦中のドライバー、ミック・シューマッハとニキータ・マゼピンを2021年のドライバーとして起用することを発表した。
第15戦バーレーンGPのオープニングラップにて、グロージャンが前のマシンに呼応し走行ラインを変更したのだが、その時に真後ろにいたアルファタウリのドライバーであるダニール・クビアトの進路上に入る動きとなってしまい両者接触。クビアトは問題なかったが、そのはずみでグロージャンの方はコントロールを失いコース脇のガードレールを突き破って炎上する事故が発生。幸いにも、頭部保護装置HALOのおかげもあり、グロージャンは大きな怪我は免れ、手に火傷を負い、レース後に入院した。手のけがのために、グロージャンは残りのレースを欠場。ハースはリザーブドライバーのピエトロ・フィッティパルディを代わりに起用した。

### 2021年
ドライバーは発表通り、シューマッハとマゼピンのルーキーコンビへ変更された。
マゼピンの父親が共同オーナーを務める、ロシアの肥料メーカー「ウラルカリ」がタイトルスポンサーに付き、マシンのカラーリングやロゴが全面的に変更された。2021年についてはシーズン中のマシン開発を一切行わず、翌シーズン用のマシン開発に全力を注ぐ方針としている。そのため、入賞どころか予選Q2進出すら困難と言われ、決勝はテールエンダーに終始し、入賞を1度も記録できず、F1参入以来の最低記録を前年に続き更新する形でシーズンを終えた。それでも、シューマッハが第7戦フランスGPで自身のクラッシュによって偶然予選Q2に進出し、第16戦トルコGPの雨上がりのコンディションの中、予選Q1終了間際に15番手のタイムを記録し、予選Q2進出に成功している。
翌年型マシンの開発にあたってはフェラーリとの協力関係を強化し、フェラーリのシャシー責任者だったシモーネ・レスタがハースに移籍。さらにフェラーリの本拠地であるマラネロの敷地内に新拠点を設け、サラリーキャップ制導入でフェラーリが抱えきれなくなったスタッフをハースが引き取る形で人員及び設備を増強した。

### 2022年
ドライバーは前年に引き続きシューマッハとマゼピンの予定だった。2月下旬に勃発したロシアによるウクライナ侵攻により、バルセロナでのプレシーズンテストの最終日に、ウラルカリのロゴとロシア国旗を模したカラーリングを除去。さらにタイトルスポンサーのウラルカリと共同オーナーの息子であるマゼピンとの契約を見直すと発表。
3月5日にウラルカリとマゼピンとの契約解除を発表、3月10日には2020年までチームに在籍したケビン・マグヌッセンと複数年の契約を結んだことを発表し、マシンのカラーリングもハースのコーポレートカラーである赤・黒に戻された。10月19日にデジタル決済サービスを行うマネーグラムとタイトルスポンサー契約を結んだことを発表。2023年からチーム名は「マネーグラム・ハースF1チーム」となる。
開幕戦バーレーンGPではマグヌッセンが復帰初戦でいきなり5位入賞を果たし、第21サンパウロGP戦では雨で波乱となった予選でチーム初のポールポジションを獲得するが、シーズンを通して浮き沈みが激しく、シューマッハも入賞は2回のみに終わり、コンストラクターズは8位に終わった。

### 2023年
ドライバーはマグヌッセンが残留する一方でシューマッハが放出され、後任にはニコ・ヒュルケンベルグが加入した。
この年は予算制限が行われた事やマネーグラムのスポンサーシップも得られ他チームと同じ条件で戦う事が可能となった。開幕からニコ・ヒュルケンベルグが開幕戦の予選でQ3進出を果たした。決勝ではサウジアラビアGPでケビン・マグヌッセンが10位とシーズン初ポイントを獲得。オーストラリアGPでもニコ・ヒュルケンベルグが7位を獲得したが、このレースがシーズンのハイライトとなった。
第9戦カナダGPではニコ・ヒュルケンベルグが雨の中行われた予選で2位を獲得するなど、予選では時より速さを見せるものの決勝のリザルトには結びつかない状態が続いた。シーズンのポイントはニコ・ヒュルケンベルグが16位（9ポイント）、ケビン・マグヌッセンが19位（3ポイント）と下位に沈む事となり、コンストラクターとしても最下位となった。

### 2024年
ドライバーはマグヌッセンとヒュルケンベルグが続投。1月10日、チーム代表だったギュンター・シュタイナーの辞任並びにチームからの離脱を発表。後任のチーム代表には小松礼雄が昇格した。これに先立ち、テクニカルディレクターを務めていたシモーネ・レスタのチーム離脱も発表された。
同年夏頃から、トヨタ自動車の関係者がハースのピットに姿を見せる、小松がル・マン24時間レースに参戦するトヨタチームを表敬訪問するなどの動きが目立ち始める。当初は「単に友人のもとを訪れただけ」と語っていたが、同年10月には正式にトヨタとハースが提携することが発表された。TOYOTA GAZOO Racing配下のドライバーやエンジニア・メカニックがハースに派遣され、テストへの参加や空力の共同開発などが行われる予定。一方でトヨタによるワークス参戦やパワーユニット（PU）供給については明確に否定され、2028年までフェラーリ製PUを使用する契約に変更はないことも示された。
この年は戦闘力を上げ、コンストラクター順位ではアルピーヌ、VCARBと激しい6位争いを展開。終盤でダブル表彰台を挙げるなど猛烈な追い上げを見せたアルピーヌには敗れるも、VCARBは上回りコンストラクター順位は7位を記録した。

### 2025年
ドライバーラインナップを一新。マグヌッセンはWEC、IMSAに転向（ただしテスト兼開発ドライバーとして残留）、ヒュルケンベルグはキック・ザウバーへ移籍。後任として2024年に3レースで代役出場し光る走りを見せたオリバー・ベアマンがフル参戦デビューを果たし、もう一方のシートにはアルピーヌからエステバン・オコンが加入した。
またトヨタとの提携の一環で、宮田莉朋がテストに参加し、アルピーヌのリザーブドライバーを務めていた平川亮が第4戦バーレーンGPから移籍して同職を務め、8月には富士スピードウェイでテスト走行を2日間行い、平川と前年のスーパーフォーミュラのチャンピオン坪井翔が旧車VF-23をドライブした。

## 戦績
| 年   | シャシー | パワーユニット               | タイヤ | No. | ドライバー         | 1   | 2   | 3   | 4    | 5    | 6     | 7   | 8   | 9   | 10   | 11  | 12  | 13   | 14    | 15  | 16  | 17  | 18    | 19   | 20  | 21     | 22  | 23   | 24  | ポイント | ランキング |
| ---- | -------- | ---------------------------- | ------ | --- | ------------------ | --- | --- | --- | ---- | ---- | ----- | --- | --- | --- | ---- | --- | --- | ---- | ----- | --- | --- | --- | ----- | ---- | --- | ------ | --- | ---- | --- | -------- | ---------- |
| 2016 | VF-16    | フェラーリ 061 1.6L V6 t     | P      |     |                    | AUS | BHR | CHN | RUS  | ESP  | MON   | CAN | EUR | AUT | GBR  | HUN | GER | BEL  | ITA   | SIN | MAL | JPN | USA   | MEX  | BRA | ABU    |     |      |     | 29       | 8位        |
| 2016 | VF-16    | フェラーリ 061 1.6L V6 t     | P      | 8   | グロージャン       | 6   | 5   | 19  | 8    | Ret  | 13    | 14  | 13  | 7   | Ret  | 14  | 13  | 13   | 11    | DNS | Ret | 11  | 10    | 20   | DNS | 11     |     |      |     | 29       | 8位        |
| 2016 | VF-16    | フェラーリ 061 1.6L V6 t     | P      | 21  | グティエレス       | Ret | Ret | 14  | 17   | 11   | 11    | 13  | 16  | 11  | 16   | 13  | 11  | 12   | 13    | 11  | Ret | 20  | Ret   | 19   | Ret | 12     |     |      |     | 29       | 8位        |
| 2017 | VF-17    | フェラーリ 062 1.6L V6 t     | P      |     |                    | AUS | CHN | BHR | RUS  | ESP  | MON   | CAN | AZE | AUT | GBR  | HUN | BEL | ITA  | SIN   | MAL | JPN | USA | MEX   | BRA  | ABU |        |     |      |     | 47       | 8位        |
| 2017 | VF-17    | フェラーリ 062 1.6L V6 t     | P      | 8   | グロージャン       | Ret | 11  | 8   | Ret  | 10   | 8     | 10  | 13  | 6   | 13   | Ret | 7   | 15   | 9     | 13  | 9   | 14  | 15    | 15   | 11  |        |     |      |     | 47       | 8位        |
| 2017 | VF-17    | フェラーリ 062 1.6L V6 t     | P      | 20  | マグヌッセン       | Ret | 8   | Ret | 13   | 14   | 10    | 12  | 7   | Ret | 12   | 13  | 15  | 11   | Ret   | 12  | 8   | 16  | 8     | Ret  | 13  |        |     |      |     | 47       | 8位        |
| 2018 | VF-18    | フェラーリ 062 EVO 1.6L V6 t | P      |     |                    | AUS | BHR | CHN | AZE  | ESP  | MON   | CAN | FRA | AUT | GBR  | GER | HUN | BEL  | ITA   | SIN | RUS | JPN | USA   | MEX  | BRA | ABU    |     |      |     | 93       | 5位        |
| 2018 | VF-18    | フェラーリ 062 EVO 1.6L V6 t | P      | 8   | グロージャン       | Ret | 13  | 17  | Ret  | Ret  | 15    | 12  | 11  | 4   | Ret  | 6   | 10  | 7    | DSQ   | 15  | 11  | 8   | Ret   | 11   | 8   | 9      |     |      |     | 93       | 5位        |
| 2018 | VF-18    | フェラーリ 062 EVO 1.6L V6 t | P      | 20  | マグヌッセン       | Ret | 5   | 10  | 13   | 6    | 13    | 13  | 6   | 5   | 9    | 11  | 7   | 8    | 16    | 18  | 8   | Ret | DSQ   | 15   | 9   | 10     |     |      |     | 93       | 5位        |
| 2019 | VF-19    | フェラーリ 064 1.6L V6 t     | P      |     |                    | AUS | BHR | CHN | AZE  | ESP  | MON   | CAN | FRA | AUT | GBR  | GER | HUN | BEL  | ITA   | SIN | RUS | JPN | MEX   | USA  | BRA | ABU    |     |      |     | 28       | 9位        |
| 2019 | VF-19    | フェラーリ 064 1.6L V6 t     | P      | 8   | グロージャン       | Ret | Ret | 11  | Ret  | 10   | 10    | 14  | Ret | 16  | Ret  | 7   | Ret | 13   | 16    | 11  | Ret | 13  | 17    | 15   | 13  | 15     |     |      |     | 28       | 9位        |
| 2019 | VF-19    | フェラーリ 064 1.6L V6 t     | P      | 20  | マグヌッセン       | 6   | 13  | 13  | 13   | 7    | 14    | 17  | 17  | 19  | Ret  | 8   | 13  | 12   | Ret   | 17  | 9   | 15  | 15    | 18†  | 11  | 14     |     |      |     | 28       | 9位        |
| 2020 | VF-20    | フェラーリ 065 1.6L V6 t     | P      |     |                    | AUT | STY | HUN | GBR  | 70A  | ESP   | BEL | ITA | TUS | RUS  | EIF | POR | EMI  | TUR   | BHR | SKR | ABU |       |      |     |        |     |      |     | 3        | 9位        |
| 2020 | VF-20    | フェラーリ 065 1.6L V6 t     | P      | 8   | グロージャン       | Ret | 13  | 16  | 16   | 16   | 19    | 15  | 12  | 12  | 17   | 9   | 17  | 14   | Ret   | Ret |     |     |       |      |     |        |     |      |     | 3        | 9位        |
| 2020 | VF-20    | フェラーリ 065 1.6L V6 t     | P      | 51  | フィッティパルディ |     |     |     |      |      |       |     |     |     |      |     |     |      |       |     | 17  | 19  |       |      |     |        |     |      |     | 3        | 9位        |
| 2020 | VF-20    | フェラーリ 065 1.6L V6 t     | P      | 20  | マグヌッセン       | Ret | 12  | 10  | Ret  | Ret  | 15    | 17  | Ret | Ret | 12   | 13  | 16  | Ret  | 17†   | 17  | 15  | 18  |       |      |     |        |     |      |     | 3        | 9位        |
| 2021 | VF-21    | フェラーリ 065/6 1.6L V6 t   | P      |     |                    | BHR | EMI | POR | ESP  | MON  | AZE   | FRA | STY | AUT | GBR  | HUN | BEL | NED  | ITA   | RUS | TUR | USA | MXC   | SAP  | QAT | SAU    | ABU |      |     | 0        | 10位       |
| 2021 | VF-21    | フェラーリ 065/6 1.6L V6 t   | P      | 9   | マゼピン           | Ret | 17  | 19  | 19   | 17   | 14    | 20  | 18  | 19  | 1719 | Ret | 17  | Ret  | Ret17 | 18  | 20  | 17  | 18    | 1720 | 18  | Ret    | WD  |      |     | 0        | 10位       |
| 2021 | VF-21    | フェラーリ 065/6 1.6L V6 t   | P      | 47  | シューマッハ       | 16  | 16  | 17  | 18   | 18   | 13    | 19  | 16  | 18  | 18   | 12  | 16  | 18   | 1519  | Ret | 19  | 16  | Ret   | 1819 | 16  | Ret    | 14  |      |     | 0        | 10位       |
| 2022 | VF-22    | フェラーリ 066/7 1.6L V6 t   | P      |     |                    | BHR | SAU | AUS | EMI  | MIA  | ESP   | MON | AZE | CAN | GBR  | AUT | FRA | HUN  | BEL   | NED | ITA | SIN | JPN   | USA  | MXC | SAP    | ABU |      |     | 37       | 8位        |
| 2022 | VF-22    | フェラーリ 066/7 1.6L V6 t   | P      | 20  | マグヌッセン       | 5   | 9   | 14  | 98   | 16   | 17    | Ret | Ret | 17  | 10   | 87  | Ret | 16   | 16    | 15  | 16  | 12  | 14    | 8    | 17  | Ret8   | 17  |      |     | 37       | 8位        |
| 2022 | VF-22    | フェラーリ 066/7 1.6L V6 t   | P      | 47  | シューマッハ       | 11  | WD  | 13  | 1710 | 15   | 14    | Ret | 14  | Ret | 8    | 69  | 15  | 14   | 17    | 13  | 12  | 13  | 17    | 14   | 16  | 1312   | 16  |      |     | 37       | 8位        |
| 2023 | VF-23    | フェラーリ 066/10 1.6L V6 t  | P      |     |                    | BHR | SAU | AUS | AZE  | MIA  | EMI   | MON | ESP | CAN | AUT  | GBR | HUN | BEL  | NED   | ITA | SIN | JPN | QTA   | USA  | MXC | SAP    | USA | ABU  |     | 12       | 10位       |
| 2023 | VF-23    | フェラーリ 066/10 1.6L V6 t  | P      | 20  | マグヌッセン       | 13  | 10  | 17† | 1311 | 10   | C     | 19† | 18  | 17  | 1814 | Ret | 17  | 1514 | 16    | 18  | 10  | 15  | 1413  | 1418 | Ret | Ret16  | 13  | 20   |     | 12       | 10位       |
| 2023 | VF-23    | フェラーリ 066/10 1.6L V6 t  | P      | 27  | ヒュルケンベルグ   | 15  | 12  | 7   | 1715 | 15   | C     | 17  | 15  | 15  | Ret6 | 13  | 14  | 1817 | 12    | 17  | 13  | 14  | 16Ret | 1115 | 13  | 1218   | 19† | 15   |     | 12       | 10位       |
| 2024 | VF-24    | フェラーリ 066/12 1.6L V6 t  | P      |     |                    | BHR | SAU | AUS | JPN  | CHN  | MIA   | EMI | MON | CAN | ESP  | AUT | GBR | HUN  | BEL   | NED | ITA | AZE | SIN   | USA  | MXC | SAP    | LVG | QAT  | ABU | 58       | 7位        |
| 2024 | VF-24    | フェラーリ 066/12 1.6L V6 t  | P      | 20  | マグヌッセン       | 12  | 12  | 10  | 13   | 1610 | 1918  | 12  | Ret | 12  | 17   | 89  | 12  | 15   | 14    | 18  | 10  |     | 19    | 117  | 7   |        | 12  | 910  | 16  | 58       | 7位        |
| 2024 | VF-24    | フェラーリ 066/12 1.6L V6 t  | P      | 27  | ヒュルケンベルグ   | 16  | 10  | 9   | 11   | 1019 | 117   | 11  | Ret | 11  | 11   | 614 | 6   | 13   | 18    | 11  | 17  | 11  | 9     | 8    | 9   | DSQRet | 8   | Ret7 | 8   | 58       | 7位        |
| 2024 | VF-24    | フェラーリ 066/12 1.6L V6 t  | P      | 50  | ベアマン           |     |     |     |      |      |       |     |     |     |      |     |     |      |       |     |     | 10  |       |      |     | 1214   |     |      |     | 58       | 7位        |
| 2025 | VF-25    | フェラーリ 066/15 1.6L V6 t  | P      |     |                    | AUS | CHN | JPN | BHR  | SAU  | MIA   | EMI | MON | ESP | CAN  | AUT | GBR | BEL  | HUN   | NED | ITA | AZE | SIN   | USA  | MXC | SAP    | LVG | QAT  | ABU | 35*      | 9位*       |
| 2025 | VF-25    | フェラーリ 066/15 1.6L V6 t  | P      | 31  | オコン             | 13  | 516 | 18  | 8    | 13   | 12    | Ret | 7   | 16  | 9    | 10  | 13  | 155  | 16    |     |     |     |       |      |     |        |     |      |     | 35*      | 9位*       |
| 2025 | VF-25    | フェラーリ 066/15 1.6L V6 t  | P      | 87  | ベアマン           | 14  | 815 | 10  | 10   | 14   | Ret14 | 17  | 12  | 17  | 11   | 11  | 11  | 117  | Ret   |     |     |     |       |      |     |        |     |      |     | 35*      | 9位*       |

- 太字はポールポジション、斜字はファステストラップ（key）
- † 印はリタイアだが、90%以上の距離を走行したため規定により完走扱い。
- 右上の小数字はスプリントの順位。

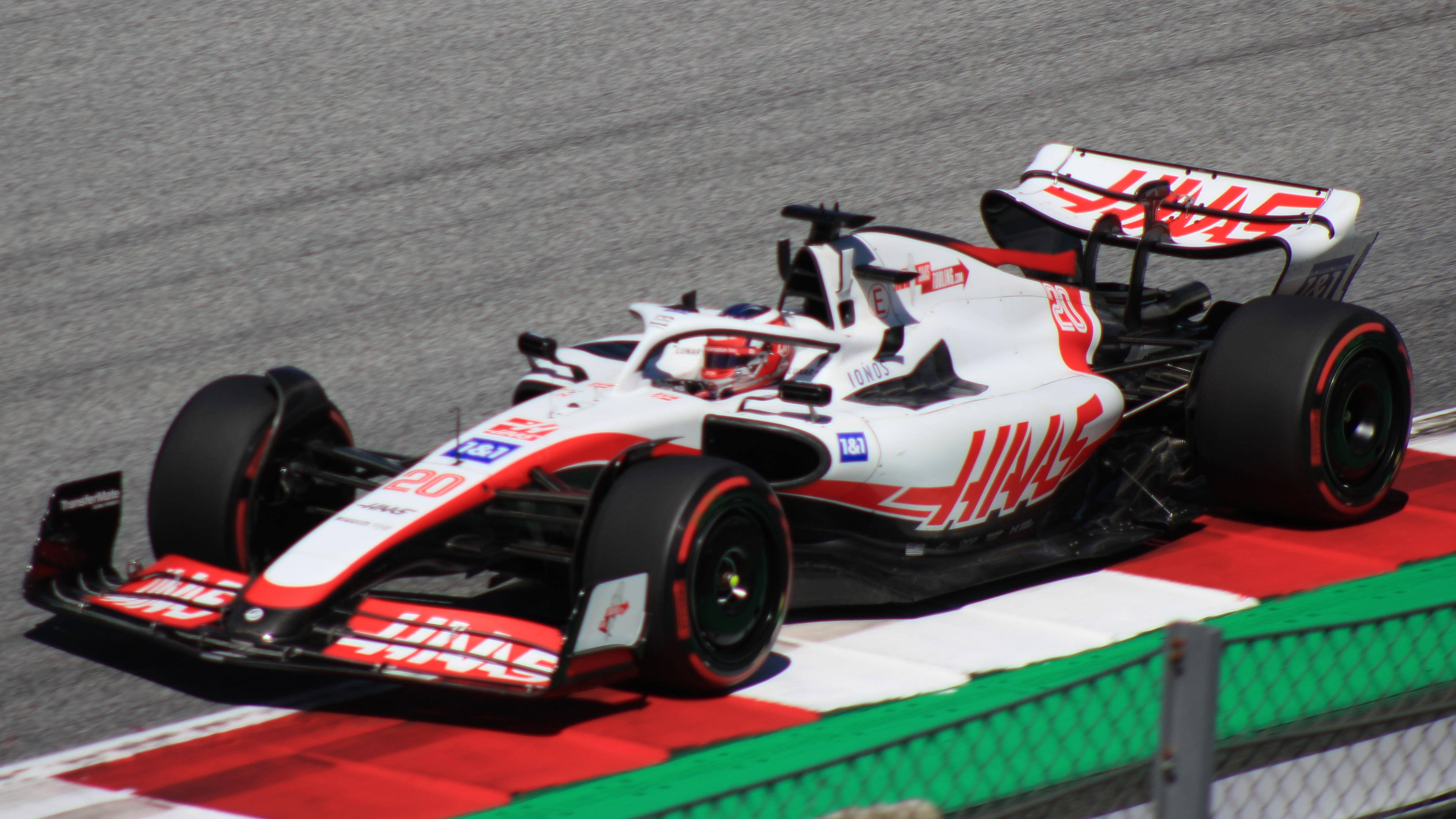
2023年エミリア・ロマーニャグランプリは集中豪雨のため中止。
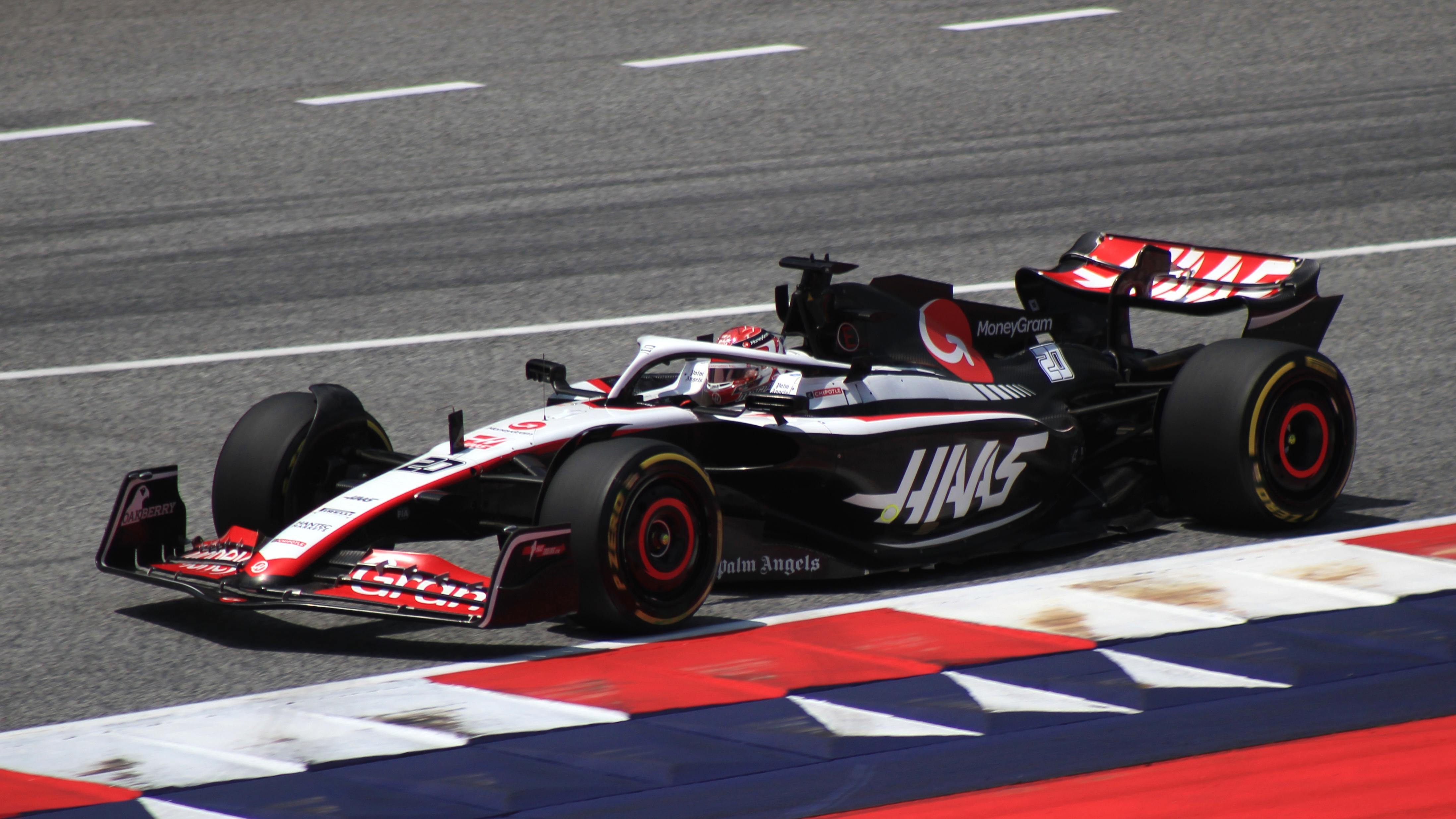
VF-23 フェラーリ
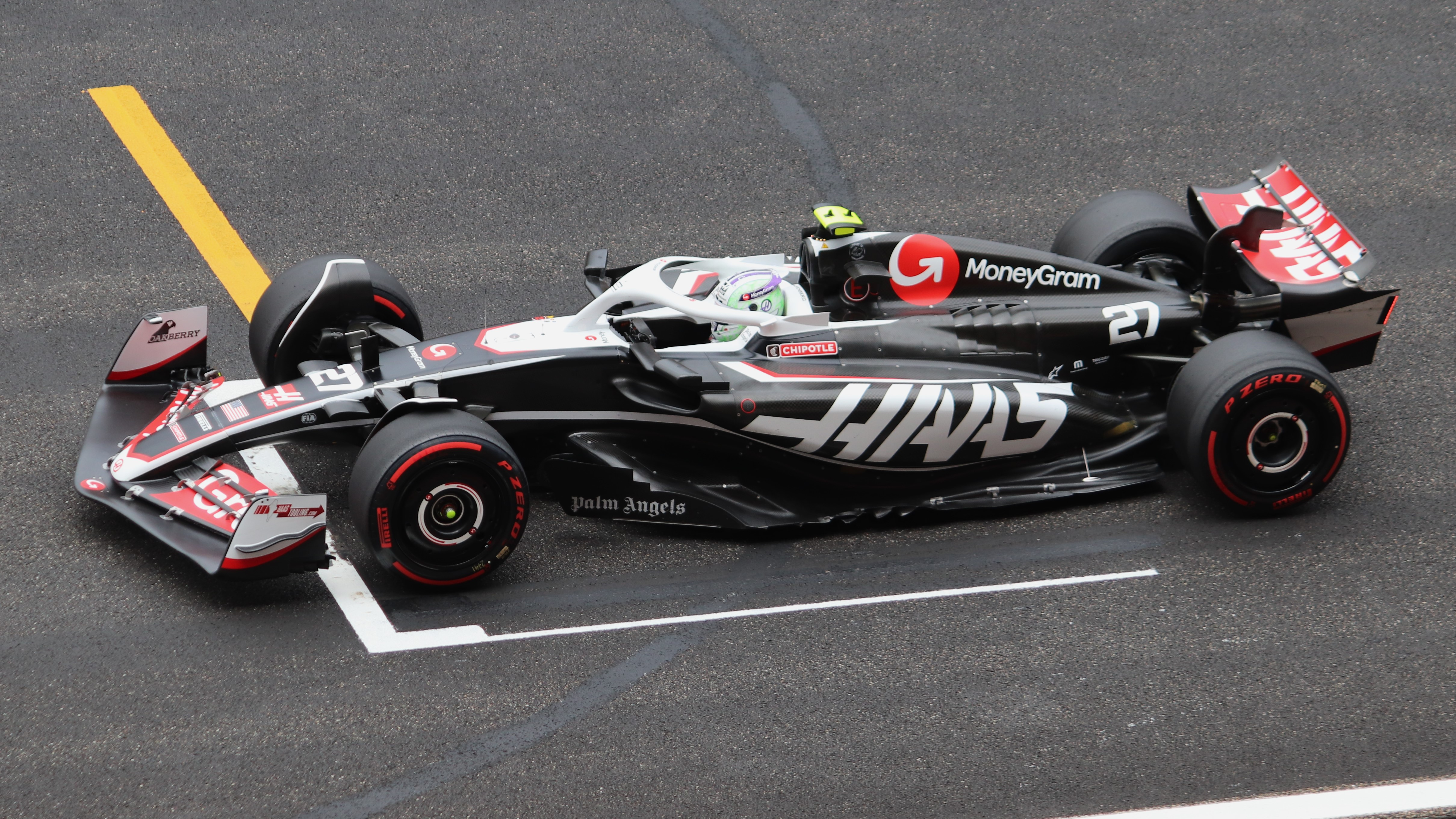
VF-24 フェラーリ

- * - 今シーズンの順位（現時点）。

## 車両ギャラリー
- パワーユニット型（2016年 - 2021年）

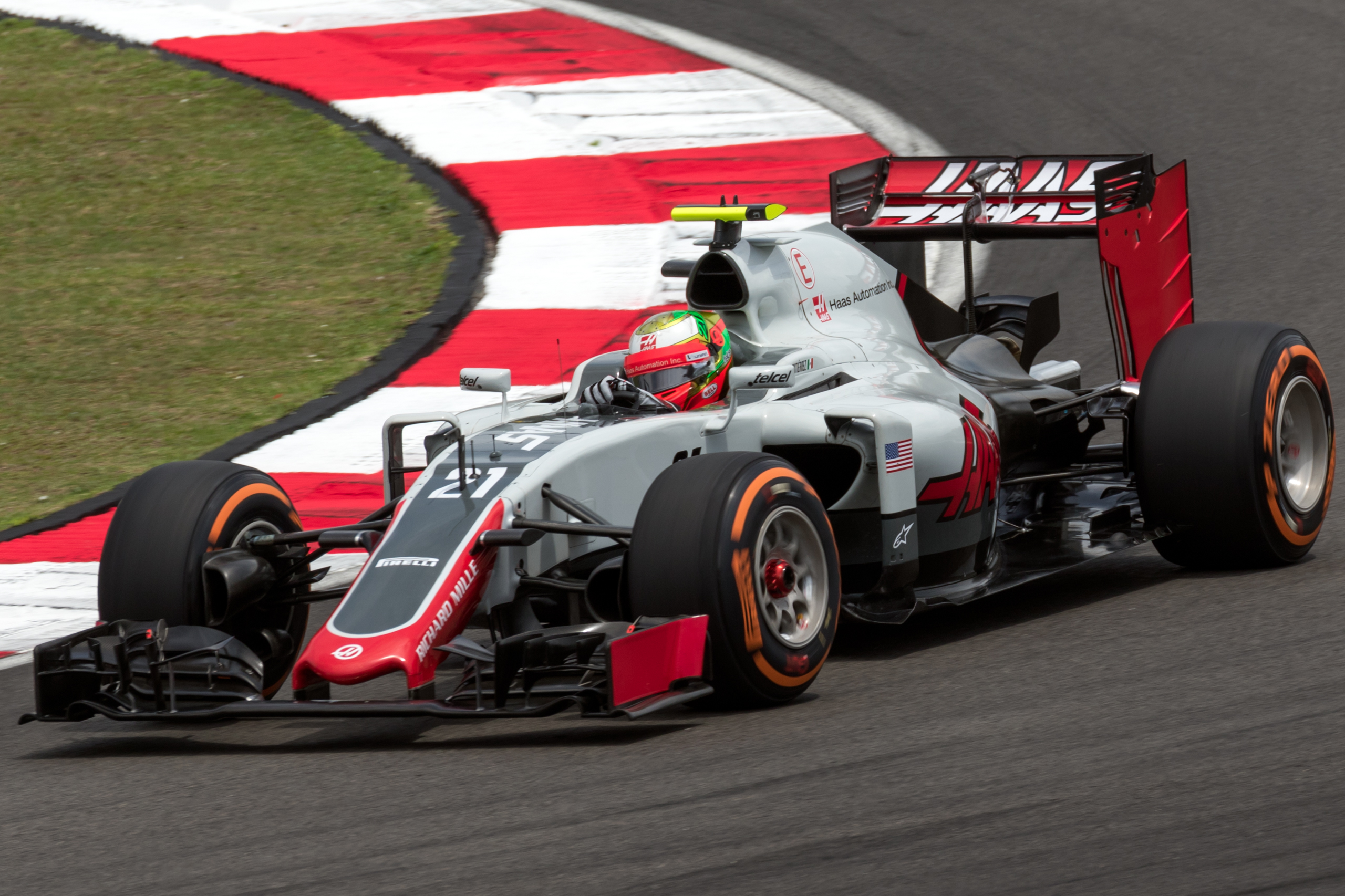
VF-16 フェラーリ
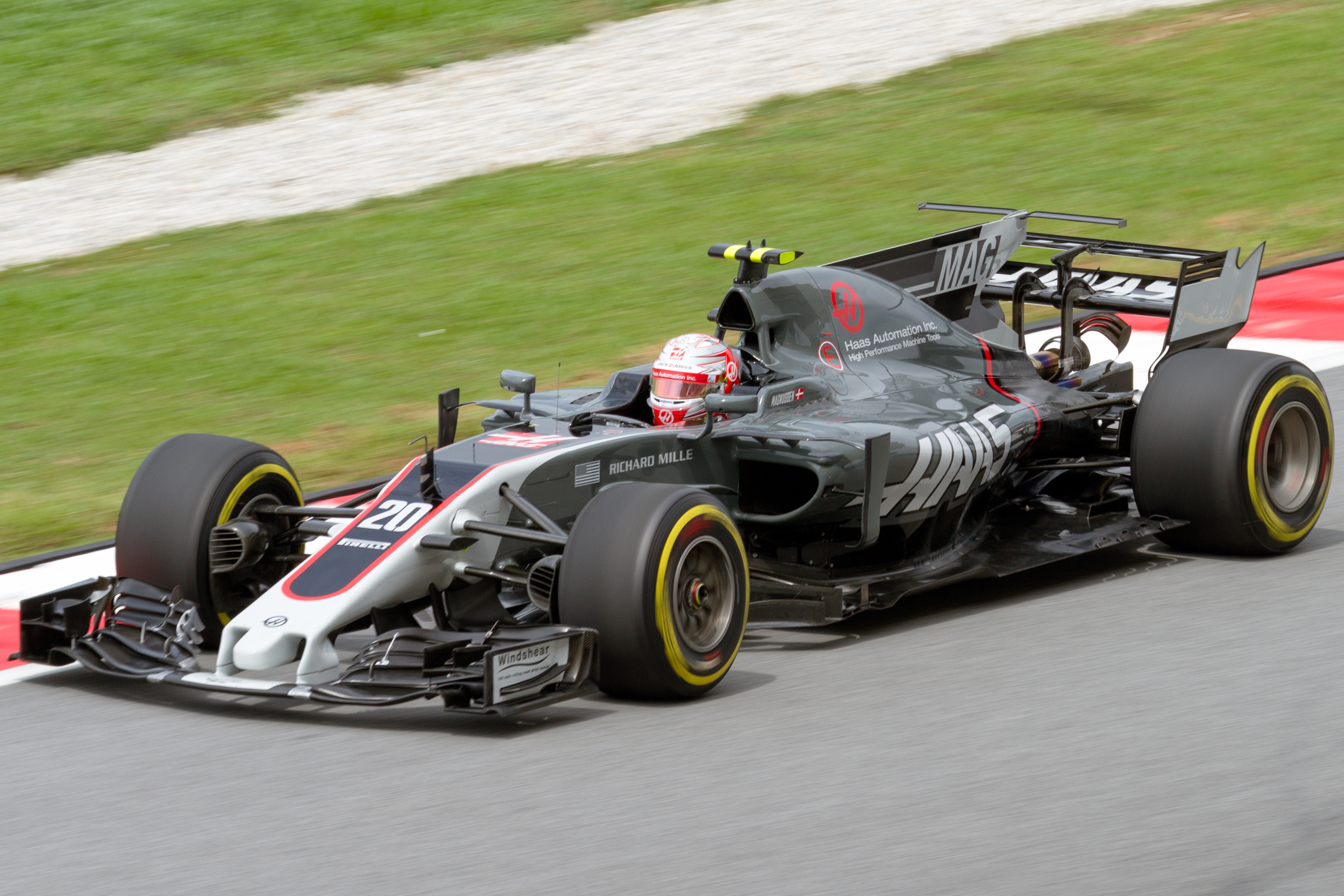
VF-17 フェラーリ
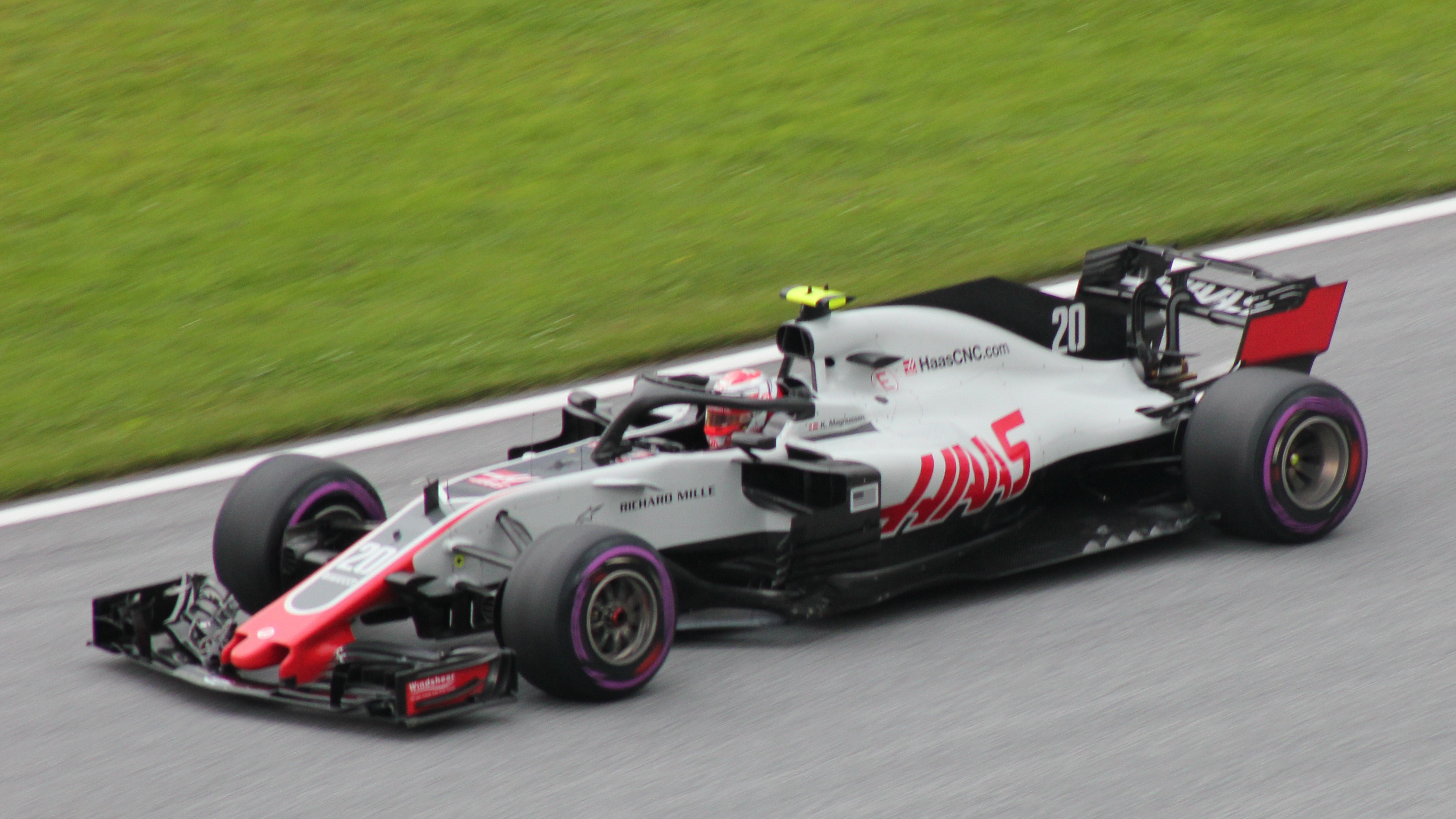
VF-18 フェラーリ
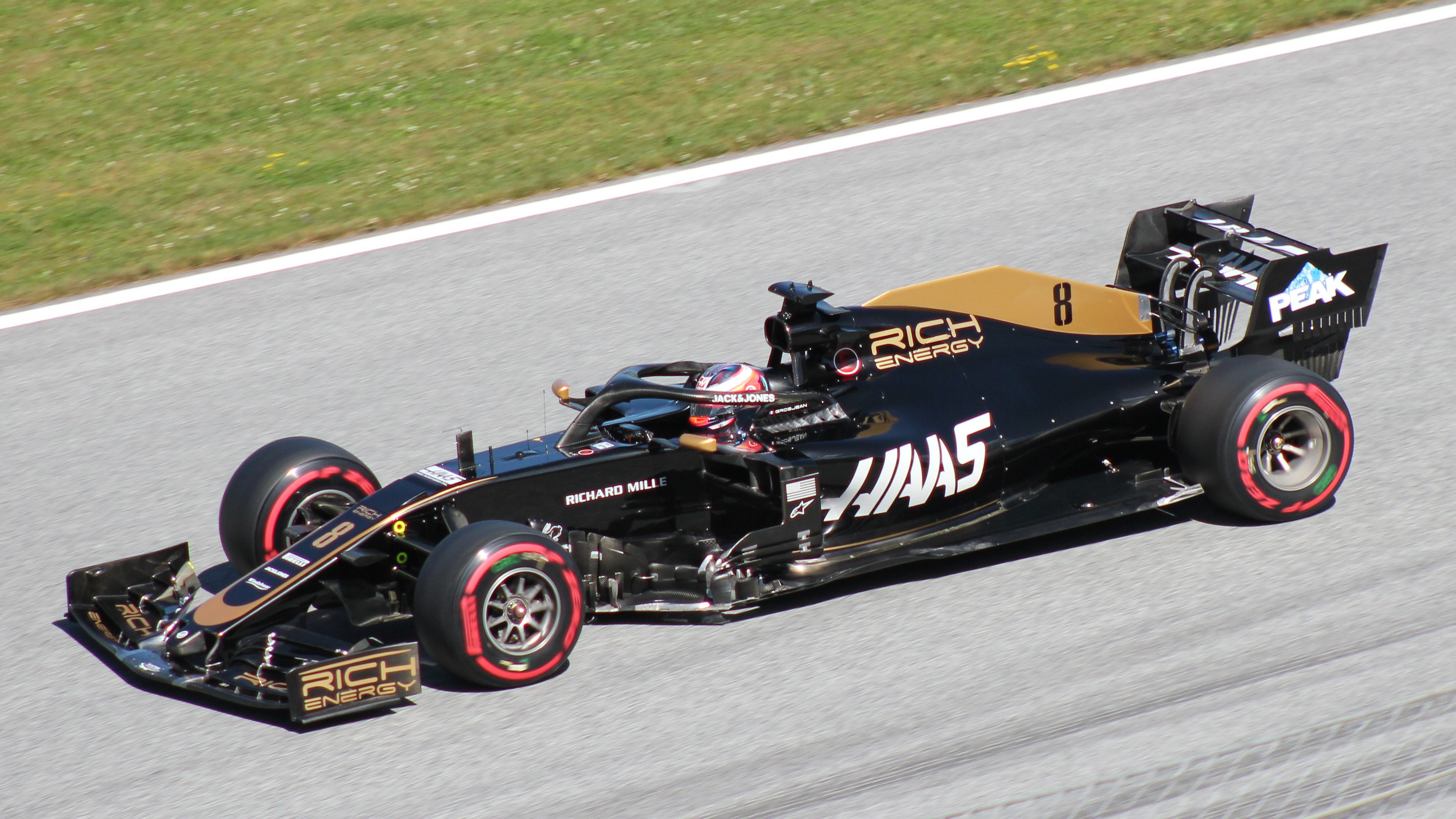
VF-19 フェラーリ
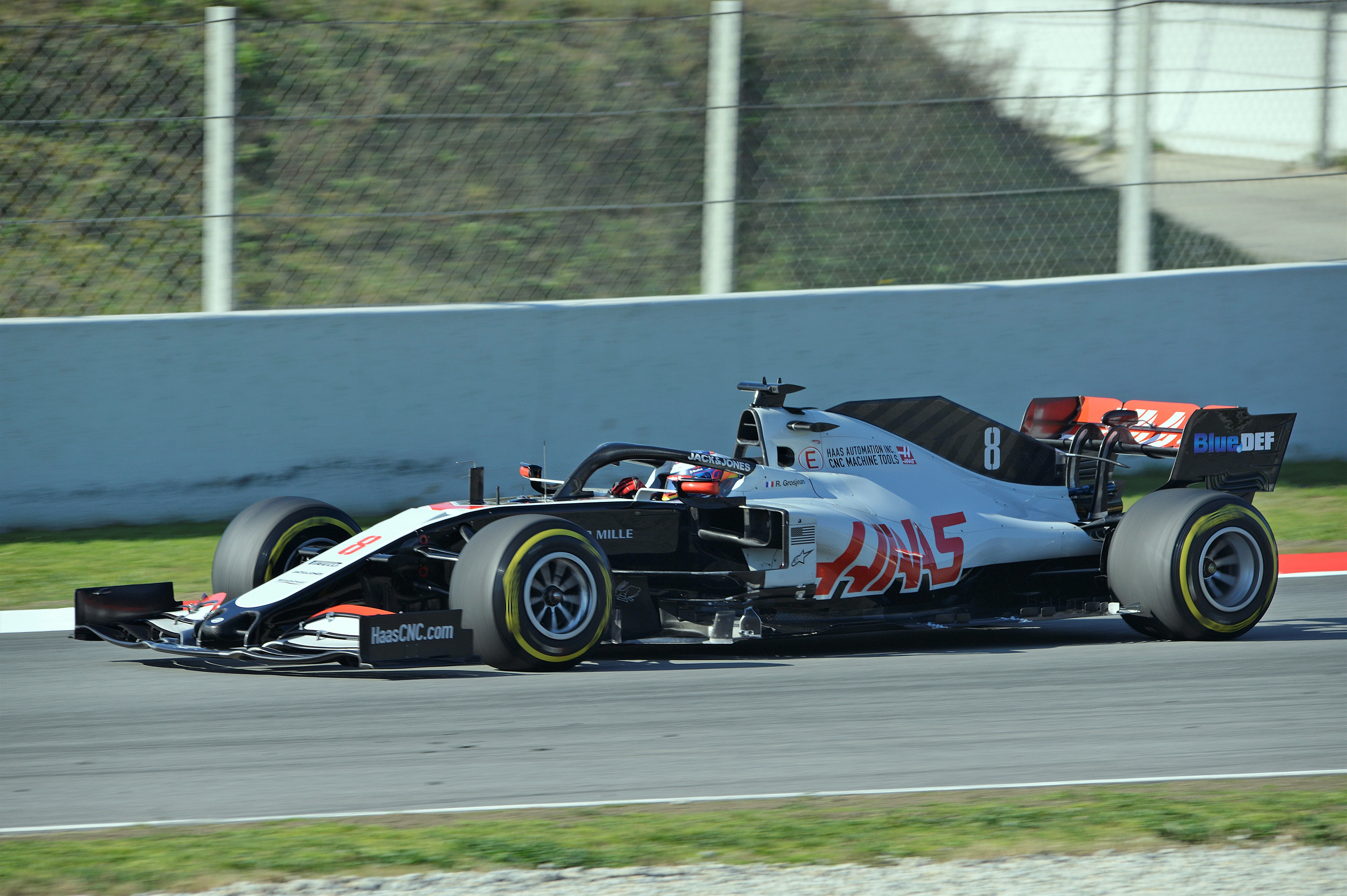
VF-20 フェラーリ
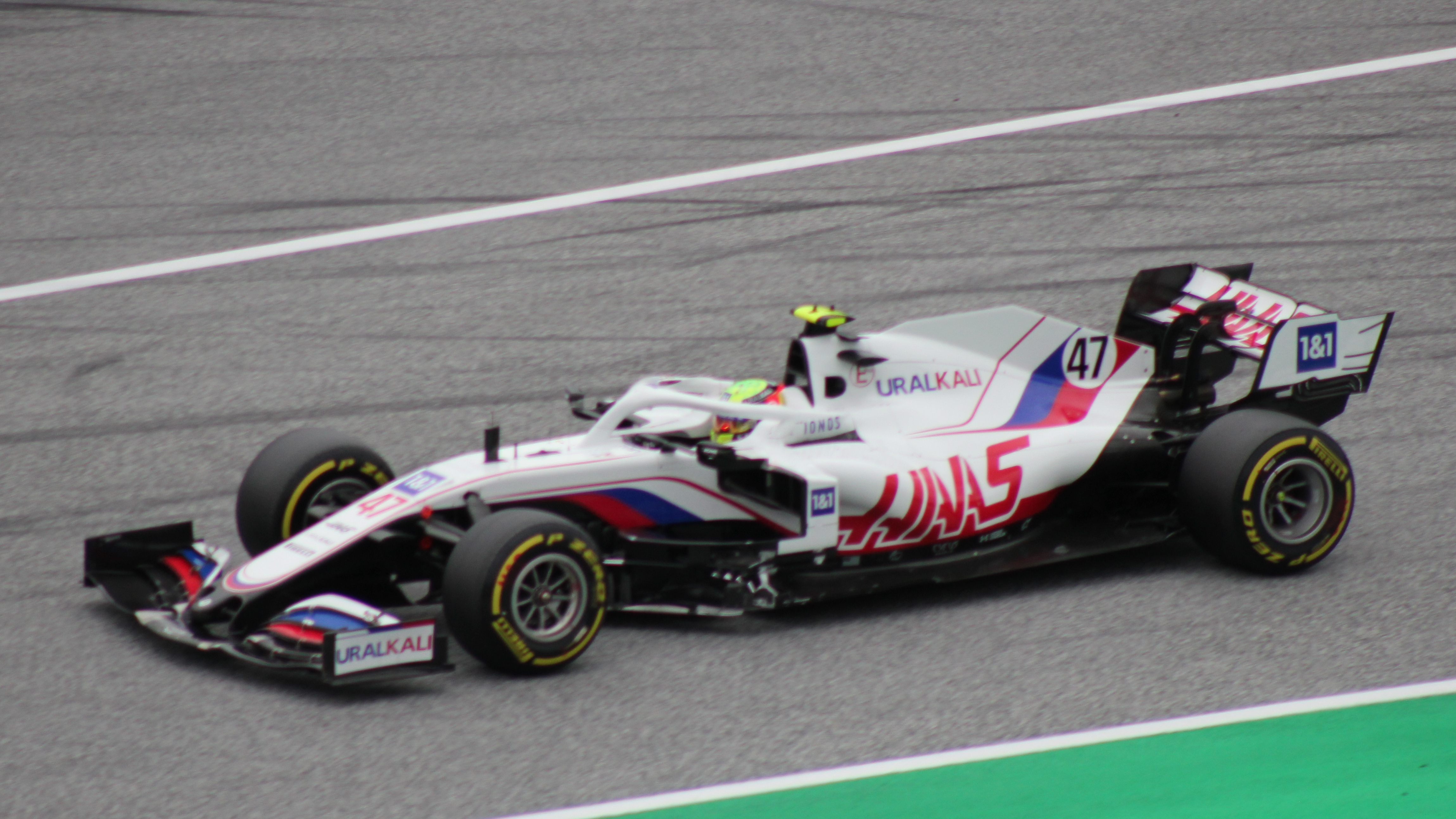
VF-21 フェラーリ

グラウンドエフェクト型（2022年 - ）
- VF-22 フェラーリ
- VF-23 フェラーリ
- VF-24 フェラーリ